# ویکتور گارسیا (کارگردان اسپانیایی)
ویکتور گارسیا (زادهٔ ۴ دسامبر ۱۹۷۴میلادی) کارگردان فیلم اسپانیایی است که برای فیلم‌های کوتاه برنده جوایز El ciclo شد. این کارگردان اسپانیایی با ساخت فیلم ترسناک آمریکایی بازگشت به خانه در تپه خالی در سال ۲۰۰۷ بیشتر شناخته شد.

## زندگی‌نامه
گارسیا در دسامبر ۱۹۷۴میلادی در بارسلون اسپانیا به دنیا آمد و دوران زندگی خود را در آنجا گذراند. اولین کار او در صنعت فیلم‌سازی به عنوان یک تکنسین جلوه‌های ویژه بود، یکی از جذاب‌ترین کارهای وی کار بر روی فیلم ترسناک به کارگردانی برایان یوزنا در سال ۲۰۰۰میلادی به نام فاوست: عشق نفرین شده (به انگلیسیFaust: Love of the Damned) بود. او پس از کار بر روی این فیلم در یک شرکت جلوه‌های ویژه در اسپانیا، استخدام شد. او عمدتاً بر روی تبلیغات تلویزیونی و برنامه‌های تلویزیونی کار می‌کرد، همچنین به ساخت افکت برای فیلم‌های سینمایی ادامه داد. او برای فیلم پدرو آلمودوار در سال ۲۰۰۲میلادی بر روی افکت‌های صحنه کار کرد.
اولین فیلم به کارگردانی او (و همچنین اولین فیلمنامه) برای فیلم کوتاه خودش در سال ۲۰۰۴میلادی، به نام El ciclo (به معنی:چرخه) بود. هنگامی که این فیلم جایزه بهترین فیلم کوتاه ترسناک را در جشنواره فیلم ترسناک Screamfest در شهر لس آنجلس، کالیفرنیا دریافت کرد، در همان زمان گارسیا فرصتی برای ملاقات با یکی از معروف‌ترین هنرمندان مورد علاقه خود پیدا کرد، این هنرمند استن وینستون بود.

### سال ۲۰۰۵میلادی تا ۲۰۰۹میلادی
گارسیا در سال ۲۰۰۵میلادی برای کارگردانی فیلم ترسناک دود انتخاب شد، اما این فیلم هرگز تولید نشد. در اکتبر ۲۰۰۷میلادی، گارسیا برای کارگردانی دومینیک سواین بازیگر «ملکه جیغ» در یک فیلم ترسناک انتخاب شد. متأسفانه این فیلم هم هرگز ساخته نشد. در عرض یک ماه، گارسیا توسط شرکت افتر دارک فیلمز استخدام شد تا اولین کارگردانی فیلم بلند خود را با نام بازگشت به خانه هانتد هیل بسازد. پس از این فیلم ویکتورگارسیا چندین فیلم کوتاه برای شرکت گوست هاوس پیکچرز (به انگلیسی:Ghost House Pictures) کارگردانی کرد. در سال ۲۰۰۹میلادی، او برای کارگردانی فیلم آینه ۲، که در ادامه فیلم آینه ۱ ساخته می‌شد دعوت شد.

### سال ۲۰۱۰میلادی تا ۲۰۱۶میلادی
در سال۲۰۱۰میلادی، گارسیا فیلم ترسناک Hellraiser: Revelations را برای کمپانی واینستین کارگردانی کرد. در سال ۲۰۱۲میلادی فیلمی دربارهٔ یک خانواده آمریکایی در کشور کلمبیا که دختر جوانی را که توسط یک مسافر اسیر شده بود، آزاد می‌کنند، اما متوجه می‌شوند که شیطانی وحشتناک را بیدار کرده‌اند. برای اولین بار فیلم وی در جشنواره کن در ۲۰۱۳میلادی به نمایش درآمد. این فیلم در نهایت به نام تپه گالوس و در اکتبر ۲۰۱۳میلادی منتشر شد. این فیلم باکس آفیس کمی داشت و نقدهای ضعیفی دریافت کرد.
گارسیا در ژوئیه ۲۰۱۳میلادی برای کارگردانی یک فیلم ترسناک که فیلم نامه آن نوشته شده بر اساس مجموعه کمیک Crawl To Me بود دعوت شد. داستان دو جوان با یک کودک بود که به یک خانه مزرعه دورافتاده نقل مکان می‌کنند تا در زیرزمین به دنبال شیطان بگردند، اما این فیلم تولید نشد.

## فیلم‌شناسی
پیشنهادی برای مردن